# 福林德斯郡政府
福林德斯郡（英語：Shire of Flinders）是澳大利亞昆士蘭州內的一個地方政府，自1882年成立於州內西北部，轄境有41538.5平方公里。